# Lamba
Los lamba constituyen un grupo étnico que habita la región del "Cinturón de Cobre" en Zambia. Su lengua, el ululamba, está emparentada con el chibemba. Practican el cristianismo y las religiones tradicionales. Tienen un sistema de descendencia matrilineal y su cultura es similar a la de los bemba. Siempre han abominado la explotación del cobre en su región por la gran pérdida de tierras a la que ha dado lugar, pero se vieron obligados a practicar la misma por una imposición forzada de los británicos.[cita requerida]
- Datos: Q641349